# Otok, Cerknica
Otok (pri Cerknici) je naselje v Občini Cerknica in sicer vas, ki leži na osamelcu, ki je nestalni otok Cerkniškega jezera s cerkvijo svetega Primoža in Felicijana.